# Elmelunde Kirke
Elmelunde Kirke är en kyrka som är belägen i Elmelunde omkring 8 kilometer öster om Stege på Møn.

## Kyrkobyggnaden
En tidigare träkyrka har troligen funnits på platsen. Nuvarande stenkyrka uppfördes omkring år 1085 och bestod av ett långhus med ett kor som var smalare och lägre än det nuvarande. Omkring år 1200 gjordes en tillbyggnad åt väster av munkesten. Kyrktornet, som är bredare än långhuset, började uppföras omkring år 1300. Omkring år 1500 färdigställdes tornet då dess övre del för kyrkklockor tillkom. Samtidigt uppfördes vapenhuset vid långhusets södra sida. Då revs även det ursprungliga koret som ersattes med ett kor av samma bredd som långhuset. Omkring år 1700 uppfördes sakristian, norr om koret.
Medan det ursprungliga smala koret fanns försågs kyrkorummet med tre tegelvalv. Omkring år 1465 försågs valven med kalkmålningar, utförda av den så kallade Elmelundemästaren.

## Inventarier
- Altartavlan och predikstolen i broskbarock skänktes till kyrkan av Leonora Christina och hennes make Corfitz Ulfeldt. Altartavlan är tillverkad år 1646 av Henrik Werner. Predikstolen är tillverkad av en elev till Jørgen Ringnis.
- Krucifixet med guldöverdragen Kristusfigur skänktes till kyrkan år 1926.
- Dopfunten av granit är tillverkad omkring år 1350.
- Orgeln som står i tornrummets orgelläktare är tillverkad av orgelbyggare Frobenius och levererad till kyrkan år 1917.

## Galleri

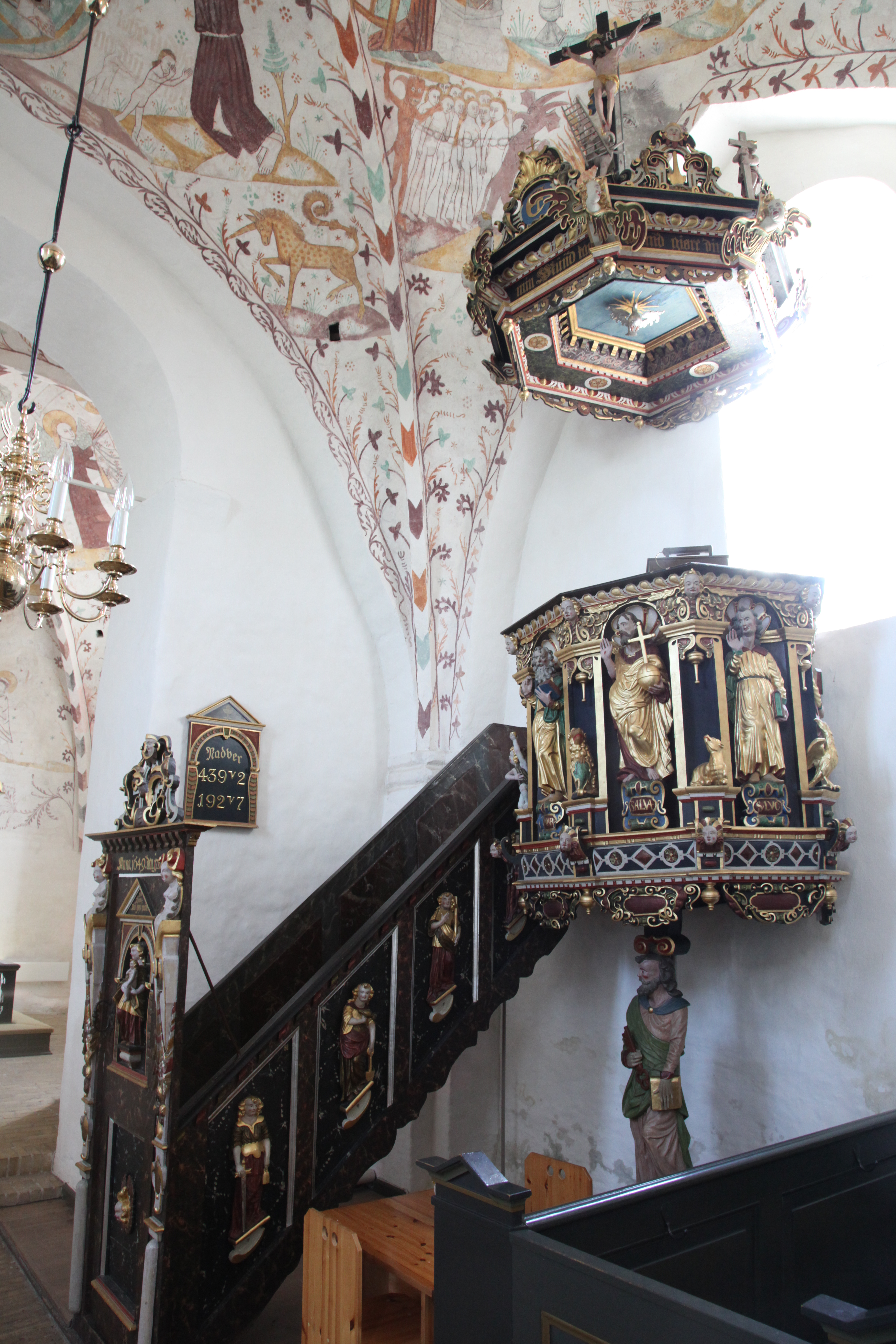
Predikstol.
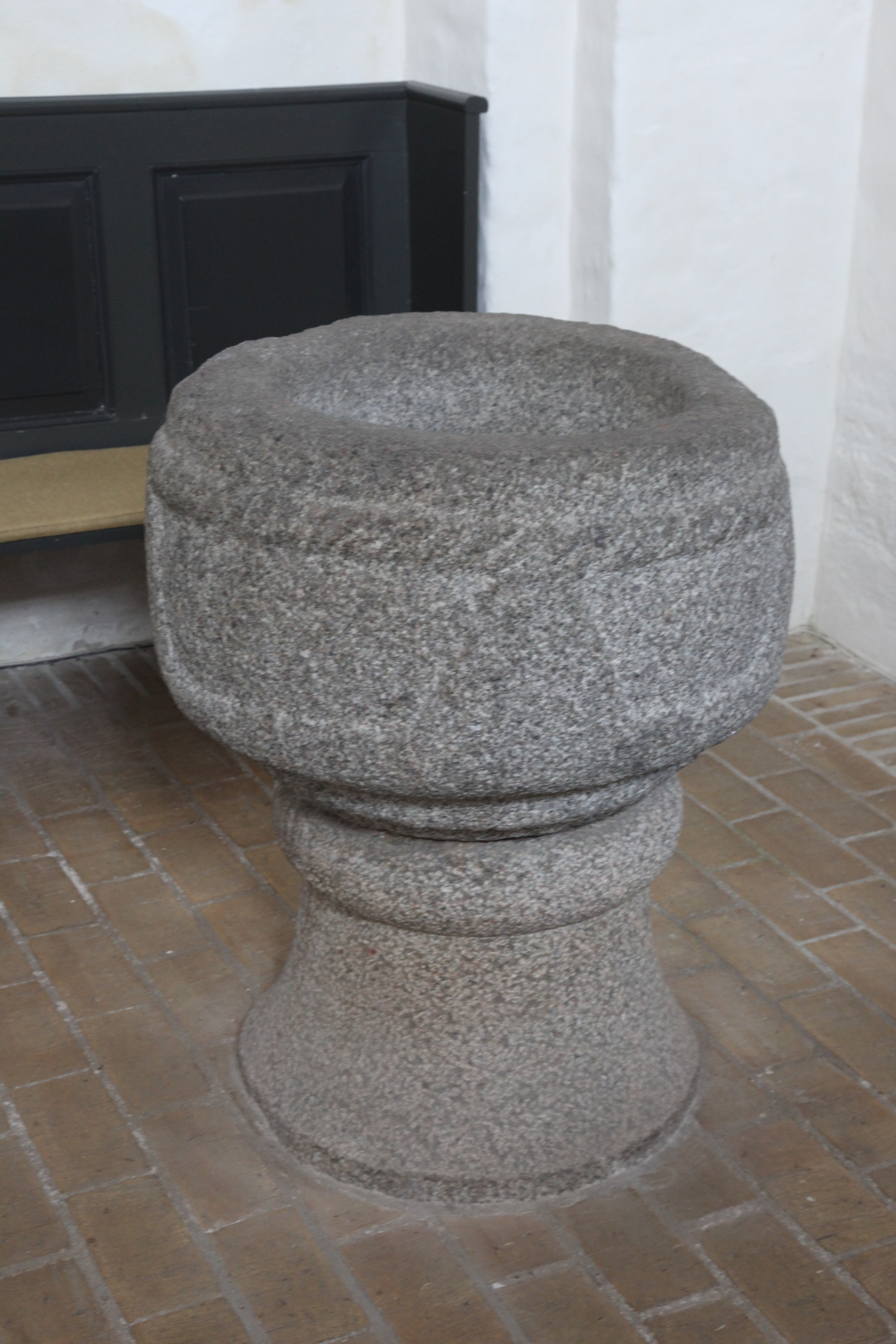
Dopfunt.
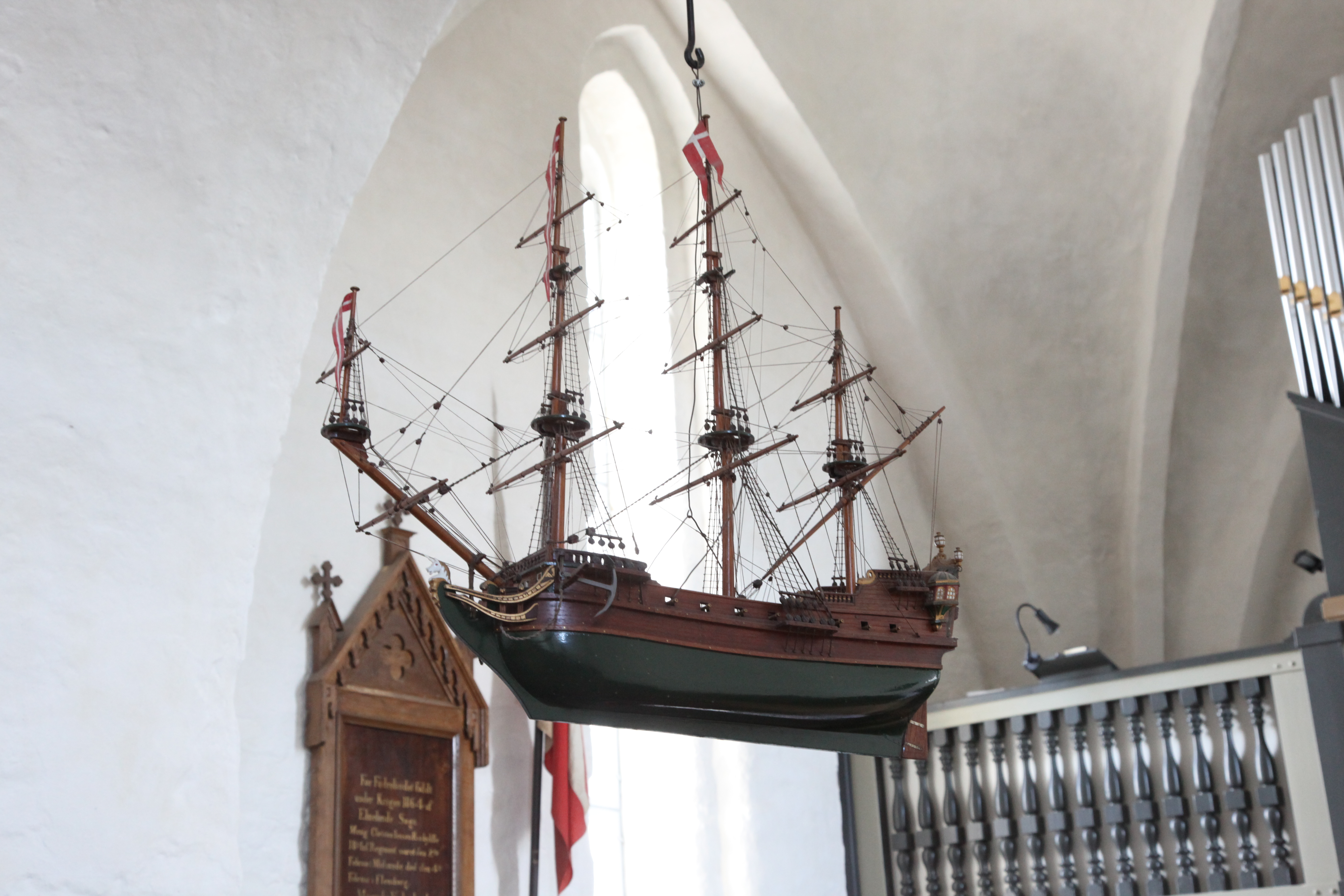
Votivskepp.
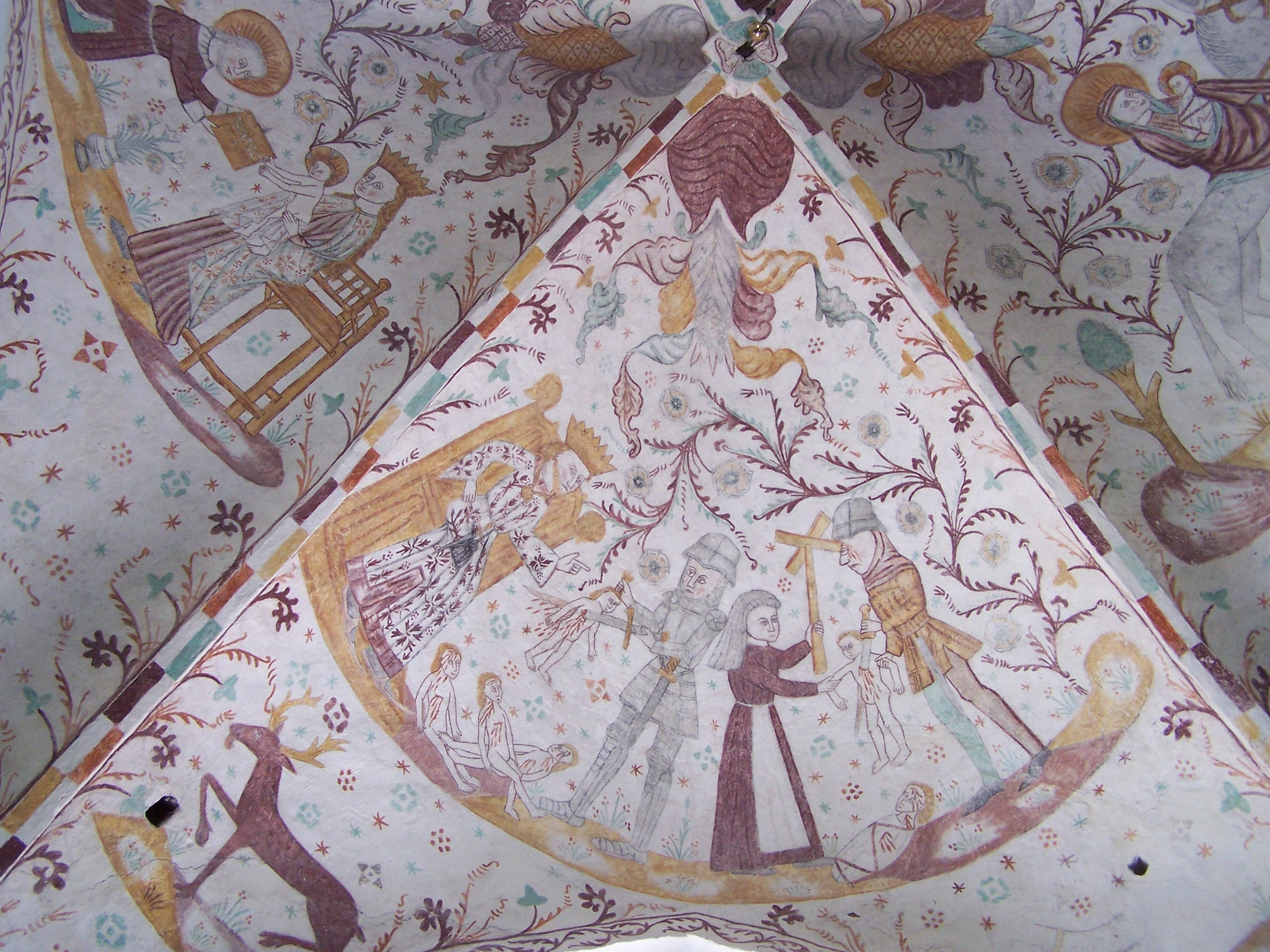
Takmålningar.